# Rafał Kołaciński
Rafał "Praczas" Kołaciński (ur. 28 czerwca 1978 roku) – polski kompozytor i producent muzyczny. Z wykształcenia antropolog kultury oraz specjalista PR. Współzałożyciel warszawskich zespołów Village Kollektiv (razem z muzykami Kapeli ze Wsi Warszawa, Swoją Droga, Stara Lipa), Masala (zespół muzyczny), solowego projektu Sulphur Phuture, Skadja (razem Krojcem / Lao Che), Pablopavo/Praczas.
Jest autorem muzyki do filmów dokumentalnych oraz audycji telewizyjnych. 
 Przygotował koncepcje, skomponował muzykę oraz oprawę muzyczną Pawilonu Polskiego na targi Expo 2010 w Szanghaju.
Wraz z Maxem Cegielskim prowadził audycję radiową "Masala" nadawaną na falach Jazz Radio (2004-2005) oraz Polskiego Radia Bis (2005-2006).

## Dyskografia
| Głodne kawałki (oraz Pablopavo) | - Data: 25 listopada 2011 - Wydawca: Karrot Kommando | —  |
| Wir (oraz Pablopavo i Iwanek)   | - Data: 6 listopada 2015 - Wydawca: Karrot Kommando  | 33 |
| "—" album nie był notowany.     |                                                      |    |

## Produkcja telewizyjna
Wojciech Cejrowski, Boso przez świat, emisja TVP 2, TVP Kultura, TVP HD 

Muzyka do odcinków:
Ekwador
Hiszpania i Portugalia /współautor/
Namibia
Tunezja
Peru
Vanuatu
Włochy
Madagaskar /współautor/
Wenezuela /współautor/
Tajlandia /współautor/
Kolumbia / Peru / Ekwador /współautor/
Brazylia /współautor/
Płyty DVD "Boso przez Świat" z muzyką Rafała Kołacińskiego
- Ekwador
- Hiszpania i Portugalia
- Pustynia
- Namibia
- Amazonia
- Wyspy Szczęśliwe

Muzyka do filmu dokumentalnego "Boso"  emisja: TVN Style
Etiopia
Izrael
System 09 TVP 2 - 5-odcinkowy program prowadzony przez Wojciecha Klatę, a emitowany w TVP2, opowiadający o zmianach, jakie zaszły w ciągu dwudziestu lat od obalenia komunizmu  w Polsce.
Fantazmaty Powstania Warszawskiego - Film dokumentalny próbuje przybliżyć nie tyle sam fakt historyczny, jakim był zryw stolicy z 1944 roku, ale dzisiejsze jego pojmowanie i interpretację.
Cykl reportaży Maxa Cegielskiego i Ania Zakrzewska – dla TVP Kultura
- Kosmici z Bródna
- Bienale w Berlinie
- Bienale w Stambule